# 최동은
최동은(崔東恩, 1989년 4월 29일 ~ )은 대한민국의 바둑 기사이다.

## 약력
강동 명인바둑도장 출신으로 김수장 9단 문하에서 바둑을 공부했다. 1999년 여류아마국수전 꿈나무부와 국무총리부 고학년부에서 우승했다. 2000년 제2회 그린피아 명인배 유단자부과 서울시장배 여성최강부에서 우승을 차지했다. 2001년 제20회 여류입단대회를 통해 입단했으며, 2003년 제5회 여류명인전 본선에 진출했다. 2005년 캐나다로 건너가 고등학교와 대학을 졸업했고 캐나다와 이탈리아, 멕시코, 호주, 뉴질랜드, 영국 등에서 해외 바둑보급 활동을 했다. 2021년에 2단으로 승단했다.